# Los Perlas
Los Perlas fue un dúo de música chilena formado por Óscar Olivares y Luis Silva que estuvo activo desde 1955 hasta 1987. Su estilo musical corresponde a la cueca brava o chora, destacándose como los intérpretes de la versiones más conocidas de las cuecas El guatón Loyola y Chicha de Curacaví.
Este dúo mezcló el humor con la interpretación musical de la cueca, lo que forjó las bases del estilo de cueca urbana, que mezcla ambos elementos centrándose más en la interpretación musical en vez de la intensidad de los versos.
Los Perlas constituyen una figura singular y llamativa en la historia de la cueca chilena. Ambos eran músicos profesionales, y debutaron en 1956 con la inédita estampa de rotos, en contraste con el pulcro traje de huasos que caracterizaba entonces a  los conjuntos de folclor. Los dos cantaban, y se acompañaban por la guitarra de Luis Silva (“el Flaco”) y el acordeón de Óscar Olivares (“el Chico”). Su graciosa apariencia, su diferencia de estatura (Silva medía un metro 92) y sus largos diálogos antes de cantar convirtieron sus presentaciones y discos casi en espectáculos de humor, pero siempre con la música como eje de su oficio. Grabaron sobre todo cuecas, compuestas por ellos y por otros autores, incluso de la entonces marginal cueca brava. "Lárgueme la manga", “Chicha de Curacaví” (compuesta 20 años antes) y “El guatón Loyola” fueron conocidas en buena parte gracias a ellos. La muerte de Silva en 1987 cerró los 31 años de vida de Los Perlas.

## Historia
En un reportaje de la primera edición de la revista El Musiquero, de abril de 1964, (que dirigía "el Perla chico") se dice que el nacimiento de Los Perlas fue el “Día del Roto chileno” de 1956, el 20 de enero. El folclorista y escritor Nano Acevedo, en su libro "Contra el olvido". Memorias de la música chilena (2010), precisa que el origen fue menos simbólico, y que en realidad ocurrió en junio de ese mismo año, durante la celebración del santoral de Luis Silva, "el Flaco" del dúo.
“Al calor de la amistad aparecen las guitarras, y Óscar y Lucho, que se conocían por ser músicos acompañantes de figuras de la época como Magda Ruiz, Enrique Balladares, Karina y Los Caporales, y comienzan a improvisar hasta que llegan a las cuecas. Presente estaba el director de la RCA, prestigioso sello grabador, que al escucharlos los contrata para que den a conocer sus “cuecas en tarro”, que se cantaban en prisiones y eran común entre los obreros areneros”
Al margen de la diferencia de meses, en el reportaje de El Musiquero, fundamental revista musical, la historia es similar: Los Perlas nacieron en una fiesta del año 1956 ante una propuesta de RCA. Ambos músicos venían llegando de estancias en el extranjero, y estaban buscando un nuevo proyecto en Chile. Con referencias a dúos humorísticos como Los Caporales, y la base musical de guitarra y acordeón, como Los Hermanos Campos, los músicos de 26 y 41 años concibieron el inédito concepto de Los Perlas.

El repertorio que iban a desarrollar (las llamadas "cuecas en tarro" que se tocaban en mercados) y la propia personalidad de los músicos los llevó a adoptar la apariencia y el comportamiento de un roto, similar a la caricatura de Juan Verdejo creada en 1931 por Jorge Délano (Coke) y el poeta Héctor Meléndez: Chaleco sin mangas, sombrero de trapo, ojotas, y una personalidad picaresca y graciosa. 
“Todos los países tienen un personaje popular que los identifica. En esa época la música chilena se caracterizaba por huasos que parecían Adonis y ellas Venus. Decidimos ser todo lo contrario y nos vestimos de rotos”, contaba Luis Silva en el libro de Nano Acevedo.
Aunque desde fines de los años '60, el concepto de “roto” ha sido cuestionado por la Academia, que lo acusa de encerrar una mirada despectiva y reduccionista de las clases populares, en  los '50 gozaba de simpatía y popularidad, y desde cierta literatura se enaltecía como responsable de varios episodios heroicos de la historia patria: “Yo soy el roto chileno / que la peleó en Chacabuco por mi bandera”, decían Los Perlas en la “Cueca del roto”, de 1966, reconociendo justamente el orgullo por la figura que encarnaban.
El dúo debutó discográficamente con un EP, parcialmente acompañado por el consolidado Dúo María-Inés. Se integraron, entonces, como artistas estables a Radio Minería y luego al restaurante El Bodegón, en un vertiginoso comienzo que describen Juan Pablo González, Claudio Rolle y Oscar Ohlsen en Historia Social de la Música Popular en Chile 1950-1970, publicada en 2009.
Los oficios fueron una temática recurrente en los repertorio de Los Perlas, registrado desde 1957 en los dos formatos que editaba la industria discográfica: Los discos de 78 RPM (que se reproducían en gramófonos o "vitrolas") y el naciente LP de 33 (el llamado disco de vinilo). En ese formato debutaron en 1958 con el álbum Un show de Los Perlas, un disco que presentaba con una cara de cuecas, y otra enteramente dedicada a canciones internacionales, como el huayno “Tumbai, tumbai” (dice el estribillo: “Tumbai, tumbai tumbai / Tumbai tumbai tá / Tumbai, tumbai tumbai / Chita la payasá”), y piezas instrumentales, como un rock, una melodía de Chopin y una versión del clásico español “Granada”.
El uso de guitarra eléctrica, la pionera integración del acordeón a la cueca (que según el investigador Ignacio Hernández, se produjo por primera vez en Los Perlas), y la diversidad de su repertorio fueron sus trascendentes sellos musicales, que en los años '60 se plasmaron en decenas de discos, singles y EPs. Allí incluyeron cuecas, otros ritmos del folclor latinoamericano, y diálogos humorísticos presentando las canciones, en una estructura de show con la que recorrieron Chile y varios países de América Latina. Se presentaban como "dúo humorístico", pero por sobre todo era un grupo musical.
En la cueca chilena sus huellas fueron profundas. En 1966 editaron el LP Las mejores cuecas del mundo (y sus alrededores...), con 11 cuecas donde resumieron la diversidad con la que entendían el género, y prensaron uno de los registros fundamentales la historia de la cueca chilena. Además de los clásicos que ya habían grabado, como “El guatón Loyola” y “Chicha de Curacaví” (de Petronila Orellana), sumaron canciones provenientes de las entonces marginales dimensiones de la cueca urbana, como “El chute Alberto”, de Roberto Parra; “Aló aló”, de Mario Catalán, y “El marinero”, de Segundo Zamora. En  grabaciones sucesivas también incluirían canciones de "Los Chileneros", como “La farra de los instrumentos”, aunque en rigor Los Perlas nunca fueron reconocidos ni por cultores ni por estudiosos, como parte de la escena de la cueca chilenera.
La actuación en la película música Ayúdeme usted compadre, de 1968, y Con el santo y la limosna, de 1971, ambas del director  German Becker mostraron a Los Perlas en su oficio de comediantes, fenómeno que se multiplicó en los años '70 con sus apariciones en televisión. La llegada de la dictadura favoreció la difusión de un cierto tipo de folclor donde se ubicaban Los Perlas, y el dúo estuvo recurrentemente en los medios de comunicación de esos años.
En 1977 registraron un nuevo vinilo con el sello Alba –heredero del catálogo RCA- y con el tiempo fue descendiendo su actividad discográfica, aunque sus canciones se han reeditado en muchos formatos. Hoy es posible encontrar algunos de sus discos y varias compilaciones para descarga y escucha en streaming. La reconstrucción rigurosa de su discografía, en todo caso, es aún un tema pendiente.
A pesar de la trascendencia y la innegable popularidad del dúo, es poco lo que los estudios de la cueca han dado cuenta de Los Perlas. De sus muchas grabaciones en televisión existen apenas dos o tres que circulan por internet, y el mencionado libro de Nano Acevedo del año 2010 Contra el olvido. Memorias de la música chilena, incluye la crónica “Los Perlas: Los rotitos más elegantes de Chile”, el único relato histórico que se ha publicado sobre el grupo.
Allí también se cuenta el final de la historia, el 18 de noviembre de 1987, cuando murió Luis Castillo, a la edad de 72 años. “Sería un agravio a la tradición y el país buscar un reemplazante”, dijo Óscar Olivares en esa publicación: “No tiene reemplazante ni en esta tierra ni en el cielo. Sí, Los Perlas han muerto”.
Cinco años después, el 26 de abril de 1992, falleció también "el Perla chico", sellando el final del histórico dúo que alcanzó a vivir 31 años, y que dejó un nombre y un estilo interpretativo y musical que hasta hoy constituye un episodio esencial en varias historias de la cueca y de la música chilena.

## Discografía
- 1955: Los Perlas/Duo Maria-Inés. (RCA Victor – ECA - 167)
- 1960: Un show de Los Perlas. (RCA Víctor CML 2018)
- 1961: De perlas para bailar (RCA Victor CML-2091)
- 1962: Patiperreando de Norte a Sur (RCA Víctor CML-2191)
- 1963: La Juanita - La Maria - Las quedadas (RCA Victor – 95-2178)
- 1964: Los Perlas en persona (RCA Victor – C-32)
- 1966: Las mejores cuecas del mundo (y sus alrededores…) (CML-2395-X)
- 1966: Cuecas con ají
- 1966: Cuecas con mostaza
- 1967: Celebrando (En Su 12° Aniversario) (RCA Victor – CML-2519-X)
- 1969: Los Perlanautas - Los Deportistas (Corporación De Radio De Chile, S.A. – 95-2578, RCA Victor – 95-2578)
- 1969: Lo Mejor De Los Perlas (RCA Victor – CML-2757-X)
- 1974: Los Perlas Y Las Consentidas (RCA Victor – XXPBO-015)
- 1978: Cuecas Pa' La Risa  (Alba – ALD-127)
- 2001: 18 Cuecas Pa' la Risa (Liberación – CDZ-2057)
- 2004: Cuecas Vol II (A.R.C.I Music Chile – 5046 75126-2)
- 2007: Cuecas pa’ la risa.[11]